# Джон Лий Хукър
Джон Лий Хукър (на английски: John Lee Hooker) е американски блус музикант – певец и китарист, роден през 1917 година, починал през 2001 година.
Роден и израсъл в един от южните щати на САЩ, Джон Лий Хукър развива свой уникален стил наречен „Говорещ блус“ (Talking blues) на базата на течението „Делта блус“. Името му се превръща в еталон за „черната“ блус музика заедно с това на другия голям майстор на жанра – Б.Б.Кинг. Песните му „Boogie Chillen“ (1948) и „Boom Boom“ (1962) са включени в специалния списък – „500 Songs that Shaped Rock and Roll“ (500 песни, които оформиха рокендрола), изготвен в „Рокендрол залата на славата“.
Животът на музиканта, хроникиран от няколко негови ученика, често се разглежда като класически пример за расизма в музикалната индустрия, въпреки че в крайна сметка, благодарение на забележителното си творчество той достига статут на световна звезда повлиявайки на поколение от музикални изпълнители.
Носител е на няколко награди „Грами“.

## Биография и кариера

### Ранни години
Джон Лий Хукър е роден на 22 август 1917 година (има твърдения и за 1920 година) близо до град Кларксдейл в Коахома Каунти, Мисисипи. Той е най-малкото от 11 деца на Уилям Хукър (1871 – 1923) и Мини Рамзи (1875 – 19??). Баща му е баптистки проповедник и изполичар. Децата в семейството са домашно-обучавани. Като малки им е разрешено да слушат само религиозни песни. През 1921 година, родителите му се развеждат. Една година по-късно, майка му се омъжва за Уилям Мур – блус певец, който прави първото запознаване на малкия Джон с китарата. След години, Хукър посочва именно него като главна причина за отличителния си начин на свирене. На 15-годишна възраст, Хукър избягва от къщи, като никога повече не вижда майка си и втория си баща.
През 1930-те, Джон Лий Хукър живее в Мемфис, Тенеси, където работи в „The New Daisy Theatre“ на прочутата с блусарските клубове – улица „Beale Street“. От време на време той свири и по домашни празненства.
През време на втората световна война, той работи из фабриките на различни градове докато накрая, през 1948 година, се установява в Детройт като работник във „Форд Мотър Къмпани“. Тук, Хукър се чувства в свои води близо до блус салоните на улица „Hastings Street“ – сърцето на „черните“ забавления в детройския „Ийст Сайд“. В известния с пианистите си град е имало дефицит на китаристи. Свирейки по клубовете на Детройт, популярността на Джон започва бързо да нараства. Музикантът започва да търси по-шумен и мощен инструмент от грубоватата си акустична китара. Така по това време той си купува първата електрическа китара.

## Награди и признание
- Звезда на холивудската алея на славата
- Въведен в „Блус зала на славата“ през 1980 година
- Въведен в „Рокендрол зала на славата“ през 1991 година
- Въведен в „Мичигънски рокендрол легенди зала на славата“ през 2007 година.

Награди „Грами“:
- Грами за най-добър традиционен блус албум, 1990 за I'm in the Mood (заедно с Бони Райт)
- Грами за най-добър традиционен блус албум, 1998 за Don't Look Back
- Best Pop Collaboration with Vocals, 1998 за Don't Look Back (заедно с Ван Морисън)
- Grammy Lifetime Achievement Award през 2000 година